# Суперкубок Данії з футболу 1999
Суперкубок Данії з футболу 1999 — 5-й розіграш турніру. Матч відбувся 7 березня 2000 року між чемпіоном Данії «Ольборгом» та володарем кубка Данії Академіск БК.
| Володар Суперкубка Данії 1999 |
| ----------------------------- |
|                               |
| Академіск БК Перший титул     |

## Матч

### Деталі
| 7 березня 2000 |

| Академіск БК      | 2:2 пен. 4:2 | Ольборг                  |
| ----------------- | ------------ | ------------------------ |
| Б'юр 2' Метін 80' |              | Гаардсе 25' Хангаард 33' |

| Ольборг, Ольборг Глядачів: 1 899 |